# 나루오 나오키
나루오 나오키(일본어: 鳴尾 直軌, 1974년 10월 5일 ~ )는 일본의 전 축구 선수이다.

## 구단 경력
과거 몬테디오 야마가타, 소니 센다이, 알비렉스 니가타, 주빌로 이와타, 산프레체 히로시마, 사간 도스에서 활동하였다.

## 지도자 경력
2006년 알비렉스 니가타 레이디스의 감독으로 취임하였다. 2009년 알비렉스 니가타 싱가포르의 감독으로 취임하였다. 2011년부터 2015년까지 그루자 모리오카에서 감독을 맡았다.